# لوژتس ناد تسیدلینوو
لوژتس ناد تسیدلینوو (به چکی: Lužec nad Cidlinou) یک منطقهٔ مسکونی در جمهوری چک است که در ناحیه هرادتس کرالووه واقع شده‌است. لوژتس ناد تسیدلینوو ۴۷۸ نفر جمعیت دارد.